# Archilina vanderlandi
Archilina vanderlandi är en plattmaskart som först beskrevs av Martens och Curini-Galletti 1994; ( Martens .  Archilina vanderlandi ingår i släktet Archilina och familjen Monocelididae.
Artens utbredningsområde är Indiska oceanen. Inga underarter finns listade i Catalogue of Life.